# Uname
uname (skrót od unix name) – uniksowe polecenie wypisujące informacje o systemie operacyjnym. W systemie GNU ten program jest w pakiecie GNU Coreutils. Pojawiło się po raz pierwszy w systemie PWB/UNIX wydanym w 1977 roku.